# Les aventures de Huckleberry Finn
Les aventures de Huckleberry Finn és una novel·la de Mark Twain, la primera edició de la qual es publicà el febrer de 1885. Concebuda com la continuació de Les aventures de Tom Sawyer, és considerada una de les grans novel·les americanes i també l'obra mestra de Twain. El llibre és una sàtira a l'esclavisme de negres que hi havia al sud dels Estats Units quan el llibre fou publicat. Els temes principals de la novel·la són el racisme i la superstició cap als esclaus que tenien els estatunidencs del sud. Aquesta obra suposa, per a Twain, un punt i a part respecte a les seves obres anteriors: l'autor inicia una mirada pessimista sobre la humanitat que anirà creixent en les seves obres posteriors.

## Argument i resum de l'obra
La novel·la ens explica els fets ocorreguts cronològicament just després del final de la novel·la Les aventures de Tom Sawyer, i és, per tant, una mena de continuació d'aquest llibre. Huckleberry "Huck" Finn, el millor amic de Tom Sawyer, és cuidat i protegit per la vídua de Douglas, però alhora es dedica als seus jocs de sempre, ajudant Tom en la seva banda de lladres. No obstant això, el destí juga en contra del pobre Huck, ja que és capturat pel seu malvat pare, que torna al poble i se l'emporta a viure en una barraca riu avall.
Allà, Huck es manté captiu, però aconsegueix escapar-se amb un rai, i es retroba amb el seu amic, el negre Jim, un esclau pròfug que fuig buscant la llibertat. Els dos emprenen una perillosa fugida, al llarg del riu Mississipi, i viuen moltes aventures junts, fins a arribar al sorprenent i inesperat final de l'obra, en el qual són ajudats pel sempre arriscat i valent Tom Sawyer.

## Personatges
Huckleberry "Huck" Finn: És el protagonista i narrador de la novel·la, un noi de 13 anys que viu a St. Petersburg, Missouri. El seu pare és el borracho del poble i Huck sovint ha de sobreviure amb la seva intel·ligència. És un noi reflexiu i enginyós, amb una tendència a arribar a les seves pròpies conclusions que sovint entren en conflicte amb les normes socials.
Tom Sawyer: És amic de Huck i el protagonista de la novel·la Tom Sawyer, que és una continuació de Huckleberry Finn. Tom és un personatge dominador amb una gran imaginació, que treu plans bogos de les novel·les d'aventures. La devoció de Tom a les normes socials el fa coincidir amb els "poderes civilitzadors" que Huck, amb el temps, critica i abandona.
Jim: És un dels esclaus de la senyora Watson, un personatge superstitiós però enginyós i pràctic. Els sacrificis i l'amistat de Jim mostren a Huck que la humanitat no està relacionada amb la raça. Com a esclau fugitiu, sovint es troba en situacions humiliants.
Pap Finn: És el pare de Huck i el borracho del poble. Pap és ignorant i en mala situació, rebutja l'educació de Huck i sovint el colpeja. Representa la corrupció de la societat blanca i el fracàs de les estructures familiars a la novel·la.
Duc i Dauphin: Són dos estafadors que Huck i Jim salven. L'home gran afirma ser l'hereu del tron francès, mentre que el jove es fa passar per un duc depredat. Huck descobreix que són estafadors, però deixa la seva sort a les seves mans.
Dona Douglas i Senyora Watson: Són dues germanes riques que viuen juntes a St. Petersburg. Dona Douglas és més amable i pacient, mentre que Senyora Watson representa els valors religiosos severos i hipòcrites. Huck tem decebre Dona Douglas quan no compleix amb les expectatives socials.
Jutge Thatcher: És el jutge local responsable, juntament amb Dona Douglas, dels diners que Huck i Tom van trobar. Huck traspassa la seva fortuna al jutge quan el seu pare torna i el jutge ofereix consol a Huck. El jutge Thatcher té una filla anomenada Becky.
Grangerford: És una família que acull Huck després que una barca de vapor el separi de Jim. Els Grangerford estan immersos en un ridícul i sanguinari conflicte amb la família Shepherdson, amb qui han estat enemistats durant molt de temps.
Família Wilks: Els duc i dauphin es troben amb un home que parla de la mort d'un home local anomenat Peter Wilks. Es fan passar per germans de Wilks i inicien una sèrie d'estafes, culminant amb la venda de Jim.
Silas i Sally Phelps: Són els tietes i oncle de Tom Sawyer, amb qui Huck es troba per casualitat després de descobrir que els estafadors han venut Jim. Són essencialment bones persones però mantenen Jim sota vigilància, i Huck vol evitar la seva influència "civilitzadora".
Tia Polly: És la tieta de Tom Sawyer i germana de Sally Phelps. A la fi de la novel·la, reconeix correctament Huck que actua com Tom i Tom que actua com Sid.

## Adaptació al cinema
- The Adventures of Huckleberry Finn (1939).
- The Adventures of Huckleberry Finn (1960).

## Traducció
Joan Fontcuberta i Gel va traduir Les aventures d'en Huckleberry Finn l'any 1979. L'any 2010, l'editorial La Magrana l'ha reeditada amb el núm. 292 de la col·lecció "Les ales esteses".